# Гроте, Герман

Бронзовая медаль, посвященная нумизмату Герману Гроте. 1867 г.

Герман Гроте (нем. Hermann Grote ; 28 декабря 1802, Ганновер — 3 марта 1895, Ганновер) — немецкий нумизмат, геральдист, литератор, издатель, редактор и генеалог.

## Биография
Изучал право в Гёттингенском университете. Был куратором Королевского кабинета монет в Ганновере. В 1851 году по подозрению в причастности к революции 1848 года был уволен с государственной службы. С тех пор до своей смерти жил в Ганновере. В частном порядке занимался научно-исследовательской деятельностью.
Герман Гроте — знаток средневековой нумизматики, добился также выдающихся успехов в области геральдики. Г. Гроте основал и издавал журнал «Ведомости нумизматики» («Blätter für Münzkunde», Лейпциг, 1834—1844), затем «Münzstudien» (1855—1877) и «Нумизматическую газету» («Numismatischen Anzeiger», 1868—1869), редактировал «Ведомости нумизматики». В изданиях помещал статьи о своей нумизматической и геральдической работе.
Был одним из основателей в Ганновере и членом Геральдического клуба «Zum Kleeblatt».
В 1877 году Гроте научно разработал Stammtafeln, содержащий генеалогические таблицы.

## Избранные публикации
- «Die Münsterschen Münzen des Mittelalters» (1856)
- «Geschlechts und Wappenbuch des Königreiches Hannover» (1856),
- «Geschichte des königlich preußischen Wappens» (Leipzig 1861),
- «Geschichte der weifischen Stammwappen» (Leipzig 1862),
- «Osnabrückische Geld und Münzgeschichte» (1864),
- «Münzstudien» (Leipzig, Hahn, 1867),
- «Geschlechts- und Wappenbuch von Hannover und Braunschweig»,
- «Stammtafeln» (mit Anh.: Calendarium medii aevi), Leipzig, Hahn, 1877